# Medicinhistoriska museet, Göteborg
Medicinhistoriska museet är beläget i Oterdahlska huset vid Östra Hamngatan 11 i Göteborg inom vallgraven. Museet öppnades 1986 och tillhör Sahlgrenska Universitetssjukhuset inom Västra Götalandsregionen.

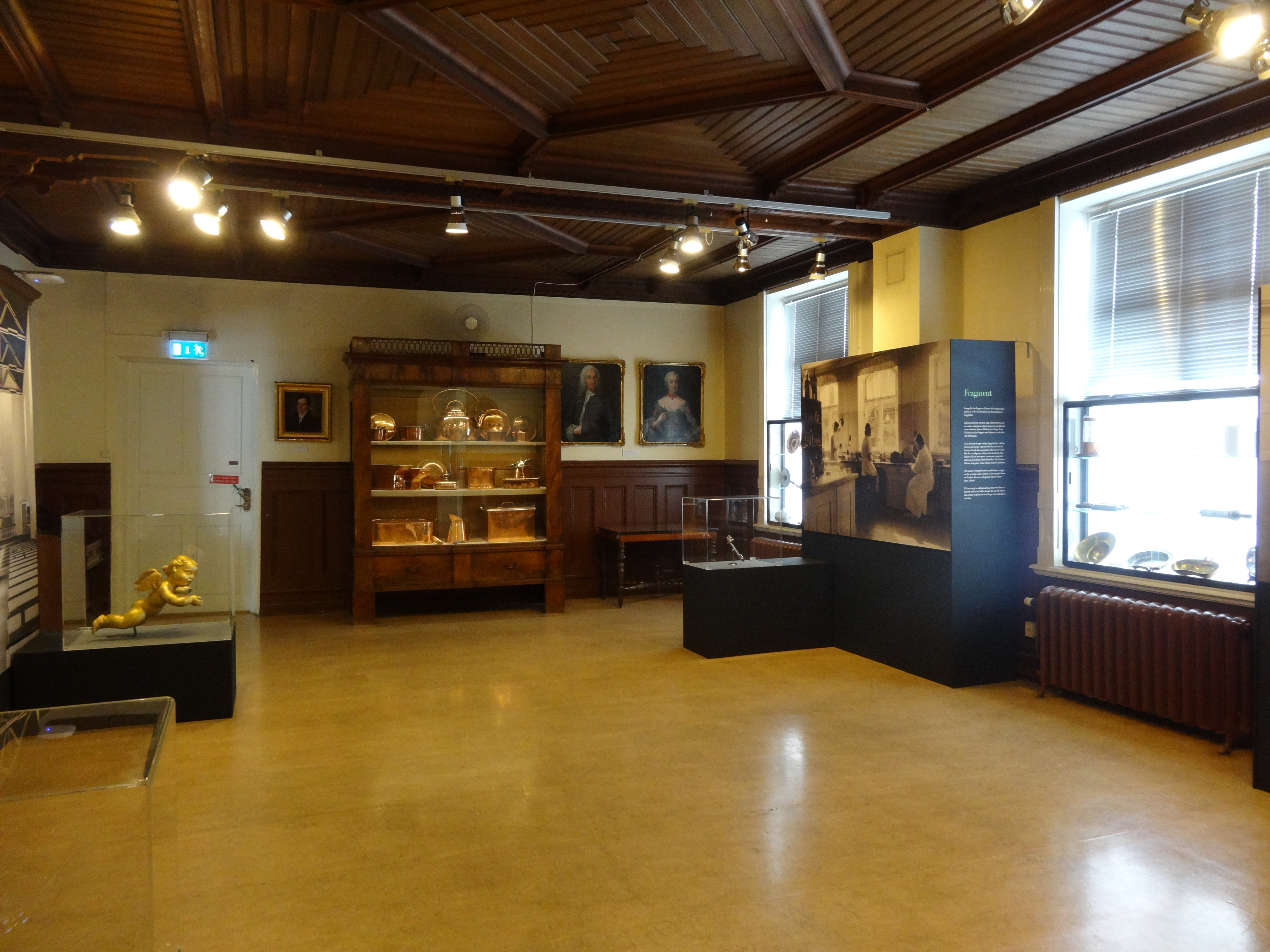
En utställningssal på museet.

 Museet har varit stängt under flera år på grund av grundförstärkning och renovering av byggnaden men öppnade åter år 2023.

## Historia
Det första Medicinhistoriska museet invigdes den 14 december 1976, och öppnades för allmänheten den 1 januari 1977. Museet hade då flyttats från det Sahlgrenska sjukhuset i Änggården till fjärde våningen i uppgång D i Sociala Huset, alltså det tredje Sahlgrenska sjukhuset. Det var sköterskan Ingeborg Kastman (1901–1995), som under många år skapade samlingarna på en av vindarna i Änggården. Ingeborg Kastman hade i mitten på 1930-talet börjat att samla på föremål, som låg bortglömda på vinden vid det gamla barnbördshuset vid Övre Husargatan och som skulle kastas när den nya kvinnokliniken skulle invigas. 
År 1946 hade samlingen vuxit så pass mycket, att den flyttades till den första paviljongen på Sahlgrenska. Då kungen 1959 kom för att inviga det nya Sahlgrenska, anordnades en specialutställning med föremål från samlingen. Från det året förbättrades lokalerna och efter överenskommelse kunde allmänheten göra besök. Det mest unika föremålet i samlingarna var då Göteborgs och Sveriges första ambulans, tillverkad 1876 i Heidelberg. Den drogs av fyra man och var byggd i trä med sufflett av segelduk. Ända in på 1900-talet var den i bruk. Andra rariteter var den kände Göteborgsläkaren Per Westrings instrumentsamling från början av 1800-talet. Museet fick i det Sociala huset 450 kvadratmeter att disponera "över de fasansväckande kirurgiska instrumenten från den gamla onda tiden och över journaler om barnadödlighet och spetälska, mysa över gulliga interiörer från anno dazumals läkarmottagningar och sköterskerum" (Göteborgs-Posten). 
Förste intendent och sedermera chef blev Inger Wikström-Haugen (1944–2021), som gick i pension 2009. Året därpå utsågs hon till hedersdoktor vid humanistiska fakulteten på Göteborgs universitet för sitt arbete för museet. I maj 2016 tilldelades Inger Wikström Haugen Kulturminnesföreningen Otterhällans Kulturpris. Nuvarande chef för museet är Lisa Sputnes Mouwitz.
Museets samlingar består av instrument, utrustning, möbler, textilier med mera från 1700-talet och framåt, och rekonstruerade sjukhusmiljöer i naturlig storlek från olika tidsepoker. Utställningen är uppbyggd kring olika teman och presenterar den allmänna medicinhistoriska utvecklingen från antiken fram till vår egen tid. De flesta av föremålen har Göteborgsanknytning. 
Museet ligger i Oterdahlska huset, som Sahlgrenska sjukhuset fick i gåva 1808 "för evärdelig tid" av den förmögne grosshandlaren Aron Oterdahl. Byggnaden användes som sjukhus 1823–1855.